# 宇奈月神社

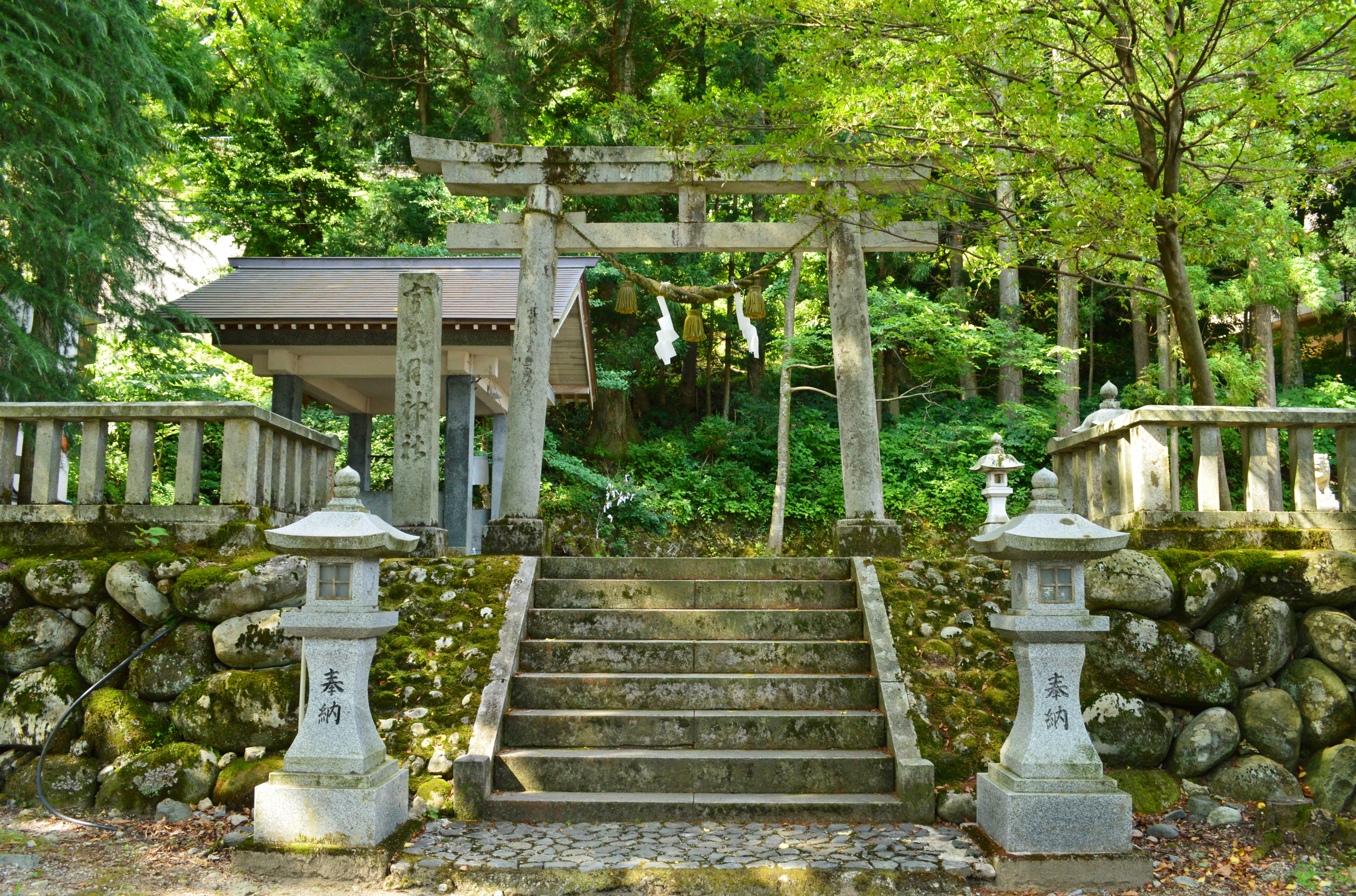
鳥居

宇奈月神社（うなづきじんじゃ）は、富山県黒部市黒部峡谷口の宇奈月温泉にある神社。

## 概要
黒部峡谷鉄道本線、宇奈月駅の近くに鎮座する神社である。温泉街が形成されたことに伴い住民や東洋アルミナム、佐藤工業、日本興業合資会社の各社、工事関係者の協力によって、1927年（昭和2年）6月1日に創立の申請が許可され、1927年10月2日に創立、同年10月20日に設立された。
開湯100年を迎えた2023年（令和5年）4月より、宇奈月温泉事件をモチーフにして、ハラスメントやいじめに苦しむ人々の心の支えとなることを目的に、「権利ノ濫用除お守り」を授与している（毎月1日 10:00〜12:00）。

## 祭神
- 天照皇大神[2]
- 大山津見神[2]
- 大山久比神[1]
- 水波象女神[2]
- 訶遇突智神[2]
- 誉田別尊[2]

## 社殿・境内
- 遷座式 - 1926年（昭和元年）12月25日[6]
- 竣工 - 1927年（昭和2年）10月20日[2]
- 境内地 - 328坪（民有地）[2]
- 氏子 - 355坪[2]

## 例祭
- 春祭 - 5月15日[3]
- 祈年祭 - 5月21日[3]
- 秋祭 - 9月15日[3]

## アクセス
富山地方鉄道本線、宇奈月温泉駅より徒歩約5分。